# Marta Jaskulska
Marta Jaskulska (* 25. März 2000 in Biskupiec) ist eine polnische Radrennfahrerin, die auf Straße und Bahn aktiv ist.

## Sportlicher Werdegang
Jaskulska begann im Alter von 12 Jahren mit dem Radsport, wobei sie zunächst von ihrem Onkel trainiert wurde. Für den örtlichen Verein Warmia Biskupiec fuhr sie Bahn- und Straßenrennen und wurde 2016 polnische Jugend-Meisterin. 2017 zog sie nach Darłowo um und fuhr fortan für den Verein Ziemia Darłowska. 2017 und 2018 dominierte sie die polnischen Junioren-Meisterschaften auf der Straße und siegte jeweils in Straßenrennen und Einzelzeitfahren, auch auf der Bahn war sie mehrfache Landesmeisterin. Im Scratch wurde sie, nur 17-jährig, sogar polnische Elite-Meisterin. International gewann sie 2018 bei den Junioren-Europameisterschaften und -Weltmeisterschaften fünf Silber- und Bronzemedaillen in den Ausdauerdisziplinen. Im Oktober 2018 vertrat sie Polen bei den Olympischen Jugendspielen, wurde 12. im Straßenrennen und 9. mit der Mannschaft.
2019 rückte Jaskulska in die U23 auf. Mit der Nationalmannschaft fuhr sie auf der Straße Nachwuchsrennen wie Gracia Orlová, auf der Bahn war sie U23-Meisterin in der Mannschaftsverfolgung. Für 2020 erhielt sie ihren ersten Profi-Vertrag, unmittelbar bei einem UCI Women’s WorldTeam, bei CCC-Liv. Sie konzentrierte sich ab diesem Zeitpunkt auf den Straßenradsport und stellte ihre Aktivitäten auf der Bahn ein. 2020 konnte sie allerdings infolge der Corona-Pandemie kaum Rennen fahren.
2021 fuhr Jaskulska erstmals eine volle Straßensaison, unter anderem mit dem Giro Donne, den sie auch in den Folgejahren bestritt. Noch immer in der U23, erzielte sie einige Achtungserfolge als Zeitfahrerin mit dem dritten Platz bei der EM 2020, dem vierten Platz bei der EM 2021 und dem fünften Platz bei der WM 2022. In den Rennen der WorldTour konnte sie zweimal unter die ersten 10 kommen, jeweils in der ersten Etappen der Tour de Suisse Women 2023 und der Tour of Scandinavia 2023.
Im Zuge der Fusion ihres Teams mit Jayco AlUla wechselte Jaskulska 2024 zum deutschen Team Ceratizit-WNT. Nachdem sie bei den polnischen Meisterschaften im Einzelzeitfahren von 2020 bis 2023 jedes Mal Zweite oder Dritte geworden war, gelang ihr 2024 erstmals der Sieg.

## Erfolge

### Straße
2017
 Polnische Meisterin (Junioren) – Straßenrennen, Einzelzeitfahren
2018
 Polnische Meisterin (Junioren) – Straßenrennen, Einzelzeitfahren
 Europameisterschaften (Junioren) – Einzelzeitfahren
2020
 Europameisterschaften (U23) – Einzelzeitfahren
2024
 Polnische Meisterin – Einzelzeitfahren

### Bahn
2017
 Polnische Meisterin (Junioren) – Omnium, Teamsprint (mit Nikola Sibiak), Mannschaftsverfolgung (mit Nikola Sibiak, Aleksandra Wozniak und Pamela Danilczuk)
 Polnische Meisterin (Elite) – Scratch
2018
 Polnische Meisterin (Junioren) – Omnium, Madison (mit Wiktoria Kierat), Mannschaftsverfolgung (mit Wiktoria Kierat, Agata Sredzinska und Nikola Seremak)
 Weltmeisterschaften (Junioren) – Scratch
 Weltmeisterschaften (Junioren) – Omnium
 Europameisterschaften (Junioren) – Ausscheidungsfahren, Omnium, Punktefahren
2019
 Polnische Meisterin (U23) – Mannschaftsverfolgung (mit Daria Pikulik, Wiktoria Pikulik und Marlena Karwacka)